# イサーク・ゼレンスキー
イサーク・アブラモヴィチ・ゼレンスキー（ロシア語: Исаак Абрамович Зеленский、1890年6月22日 - 1938年3月15日）は、ロシアの革命家、ソビエト連邦の政治家。

## 経歴
1890年6月22日（ユリウス暦10日）、ロシア帝国サラトフ県サラトフでユダヤ人の仕立屋の家庭に生まれた。地元の小学校を卒業してからは印刷所の版組見習いや帽子屋として働き、1906年からボリシェヴィキ党員、翌1907年から党サラトフ委員会メンバーとなった。
1908年春にオレンブルク県で逮捕され、同年秋から当局の監視対象となるも、翌1909年春に姿を消してアストラハンとペンザの党組織で活動。ほどなくオレンブルクに戻って鉄道の党組織で活動するも、1910年に再び逮捕されてサマーラへと追放された。サマーラでも党組織で活動したが、1912年7月に三度逮捕されてナルィム地方 (ru) へ3年の追放刑に処された。翌1913年夏にナルィムから脱走するも年内にツァリーツィンで逮捕され、再びナルィム地方への3年の流刑を言い渡された。しかし翌1914年8月に三度脱走してサマーラに戻り、さらに12月にはモスクワに移った。翌1915年にはソルモヴォ地区で健康保険基金の書記として働いていたが、同年8月にまたも逮捕され、カチュグへの永久追放を言い渡された。流刑先ではキレンスク郡 (ru) とヴェルホレンスク郡 (ru) で1916年末まで過ごしたが、翌1917年の二月革命直前にモスクワへ脱出した。
1917年2月から10月までモスクワのバスマンヌィー地区党組織および地区ソビエトで活動し、モスクワ市ソビエト幹部会メンバーともなった。十月革命の際はモスクワで武装蜂起に参加。11月から1918年8月までバスマンヌィー地区ソビエト議長、8月からはモスクワ市ソビエト地区議長も務める。1918年から1921年4月までロシア社会主義連邦ソビエト共和国食糧人民委員部 (ru) 参議会メンバーとして、農村からの暴力的な食糧徴発に関与。1920年5月まで党モスクワ県委員会責任書記を務め、同年には党モスクワ市委書記、翌1921年には責任書記を歴任。1921年1月から4月までモスクワ市ソビエトおよびモスクワ県ソビエト執行委管理員・行政区分小委メンバーでもあった。
1921年3月16日から翌1922年3月27日まで党中央委員候補となり、同年4月2日から晩年1937年10月12日まで中央委員を務めた。1921年4月4日から1924年9月までは党モスクワ県委責任書記、1922年4月3日から1924年5月23日まで党中央委組織局員候補を、1923年6月14日から翌1924年5月23日までは党中央委書記局員候補を務め、1924年6月2日から同年8月20日まで組織局員および書記局員を務めた。
1924年6月12日からは中央アジア民族国家分割中央領土委メンバーを務め、11月31日から1931年1月まで党中央委中央アジア局議長および責任書記として、現地の農場集団化を主導した。1925年8月22日から9月7日までトルキスタン戦線 (ru) 革命軍事会議メンバーでもあった。1929年から1931年まではウズベキスタン共産党中央委第一書記であった。第6回および第10回から第17回までの党大会にも出席し、1937年には全ロシア中央執行委および連邦中央執行委メンバーにも選出された。
しかし、ツェントロソユーズ (ru) 部長を務めていた1937年8月7日に「右翼トロツキスト陰謀事件」に連座して逮捕され、貿易業務のサボタージュによって人々の間に不満を広げようとしたことを「認めた」。そして翌1938年3月13日に死刑判決を下され、同月15日に処刑された。その後、1959年6月に連邦最高裁軍事参議会によって名誉回復が、翌7月に党籍回復がなされた。
ウズベク社会主義ソビエト共和国の都市アサカは、ゼレンスキーを記念して1924年から1937年まで「ゼレンスク」と呼ばれた。